# Grosser Geiger
Le Grosser Geiger est une montagne qui s’élève à 3 360 m d’altitude dans les Hohe Tauern, en Autriche.